# Bradfield (Yorkshire du Sud)
Pour les articles homonymes, voir Bradfield.
Bradfield est une paroisse civile anglaise située dans la cité de Sheffield, dans le comté du Yorkshire du Sud. Elle est la plus grande paroisse civile de l'Angleterre.
La paroisse occupe une grande superficie, sa partie se situant dans les landes du Peak District, tandis que sa partie est composée de basses terres fertiles et comprend la plupart des zones habitées de celle-ci, en plus des banlieues de la cité de Sheffield de Stannington (en), Oughtibridge (en) et Worrall, ainsi que des villages de High Bradfield (en) et Low Bradfield (en). On y retrouve aussi le hameau d'Ewden (en). Bradfield est à 13 kilomètres du centre-ville de Sheffield (en) et à 23 kilomètres de Barnsley.

## Géographie
Bradfield est une des plus grandes paroisses civiles du Royaume-Uni et est composé en majorité de landes et de terres agricoles autour des réservoirs de Damflask (en), de Dale Dike (en), de Strines (en) et d'Agden (en), dont les landes de Bradfield, Midhope, Broomhead, et des parties est de la lande de Howden. Sa partie ouest touche les hautes terres de la vallée de l'Upper Derwent (en), dont les extrémités forment une partie de la frontière entre le Yorkshire et le Derbyshire. Sa partie nord englobe les réservoirs de Langsett (en) et de Midhope, et borde la paroisse civile de Stocksbridge. 
Sa partie est touche les banlieues ouest de la cité de Sheffield, dont ceux de Stannington, d'Oughtibridge, de Worrall, ainsi que du village de Wharncliffe Side (en). Bradfield comprend aussi les petits hameaux de Midhopestones (en), Upper Midhope (en) et Bolsterstone (en) au nord, ainsi que Dungworth (en) au sud-est. Son centre se compose des villages de High et Low Bradfield. High Bradfield comprend une église néo-gothique (en), ainsi qu'une ancienne motte castrale. Low Bradfield comprend moins de monuments historiques, une grande partie ayant été détruite lors de la grande inondation de Sheffield (en). 

## Démographie
Au recensement du Royaume-Uni de 2001 (en), 14 915 habitants vivaient à Bradfield, le nombre montant à 17 100 à celui de 2011. Une majorité de la population vit dans des résidences, contrairement à des appartements ou des unités d'habitation multiples,. 
La paroisse s'étend sur les districts électoraux municipaux de Stocksbridge and Upper Don (en) et de Stannington (en), et couvre un tiers du territoire géré par le conseil municipal de Sheffield. Aux élections de la Chambre des communes, Bradfield est représenté par la circonscription de Sheffield Hallam.

## Histoire

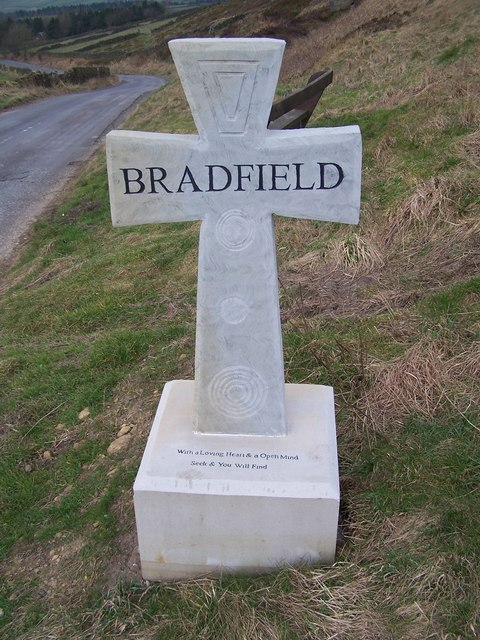
Croix de chemin à Bradfield.

Le 6 juillet 2014, la deuxième étape du Tour de France, entre York et Sheffield, passe par le village. Le village était le lieu de la septième montée de l'étape, à la côte de Bradfield, de 4e catégorie. La montée d'une durée d'un kilomètre est remporté par l'Ukrainien Andriy Grivko, de l'équipe Astana. 

## Personnalités
- Nicholas Gatty (1874-1946), compositeur et critique musical, y est né.